# Гезер Девіс
Гезер Девіс (англ. Heather Davis, 26 лютого 1974) — канадська академічна веслувальниця.
Бронзова призерка Олімпійських Ігор 2000 року в складі вісімки.
Бронзова призерка Чемпіонату світу 1998 року в складі вісімки.